# Equipe bielorrussa na Copa Davis
A equipe bielorrussa na Copa Davis representa Bielorrússia na Copa Davis, principal competição de tênis masculina por equipes do mundo. É administrada pela Belarus Tennis Association.
Foi suspensa em 2022, e mantém esse status, por ser aliada da Rússia na invasão da Ucrânia.